# A Voice in the Dark
A Voice in the Dark is een Amerikaanse dramafilm uit 1921 onder regie van Frank Lloyd.

## Verhaal
De gezusters Adele en Blanche Walton verloven zich op dezelfde dag. Wanneer de verloofde van Adele wordt vermoord, valt de verdenking meteen op de twee zussen. Door het getuigenis van een blinde man en een dove vrouw kan de zaak worden opgehelderd.

## Rolverdeling
| Acteur          | Personage          |
| --------------- | ------------------ |
| Ramsey Wallace  | Harlan Day         |
| Irene Rich      | Blanche Walton     |
| Alec B. Francis | Joseph Crampton    |
| Alan Hale       | Dr. Hugh Sainsbury |
| Ora Carew       | Adele Walton       |
| William Scott   | Chester Thomas     |
| Richard Tucker  | Patrick Cloyd      |
| Alice Hollister | Amelia Ellingham   |
| Gertrude Norman | Mevrouw Lydiard    |
| James Neill     | Edward Small       |